# آرثر إل. ويلزي
آرثر إل. ويلزي (بالإنجليزية: Arthur L. Welsh)‏ هو عسكري أمريكي، ولد في 14 أغسطس 1881 في روسيا، وتوفي في 11 يونيو 1912 في United States Army Aviation Center of Excellence ‏ في الولايات المتحدة.